# Desa Muktijaya (administrativ by i Indonesien, lat -6,20, long 107,52)
Desa Muktijaya är en administrativ by i Indonesien.   Den ligger i provinsen Jawa Barat, i den västra delen av landet, 70 km öster om huvudstaden Jakarta.